# Pulau Gam (ö i Indonesien, lat -0,46, long 130,61)
Pulau Gam är en ö i Indonesien.   Den ligger i provinsen Papua Barat, i den östra delen av landet, 2 700 km öster om huvudstaden Jakarta. Arean är 194 kvadratkilometer.
Terrängen på Pulau Gam är lite kuperad. Öns högsta punkt är 378 meter över havet. Den sträcker sig 15,6 kilometer i nord-sydlig riktning, och 26,8 kilometer i öst-västlig riktning.